# Kaštelina Mala
Kaštelina Mala je hrid uz istočnu obalu Raba, kod mjesta Lopar. Od otoka Raba, točnije od poluotoka koji sa istoka zatvara plažu Livačina, je udaljen oko 230 metara, a susjedni otok Kaštelina je 20 metara sjeverno.
Visina hridi je oko 6 metra. Dugačka je oko 60 metara, a široka u prosjeku oko 10 m.